# 사천시청 농구단
사천시청 농구단은 대한민국의 여자 실업 농구단이다. 김천시청 농구단과 더불어 여자 실업 농구계의 강팀으로 인식되고 있다.

## 같이 보기
- 삼천포여자고등학교